# Shelley Jackson
Shelley Jackson (Filippine, 1963) è una scrittrice e autrice di ipertesti statunitense.

## Biografia
Nata nelle Filippine, Jackson è cresciuta a Berkeley, in California, con sua sorella Pam. Ha ricevuto una Bachelor of Arts dalla Stanford University e un master in scrittura creativa dalla Brown University. È conosciuta per il suo ipertesto "Patchwork Girl" pubblicato dalla Eastgate Systems nel 1995, una rielaborazione del Frankenstein di Mary Shelley. Un altro dei suoi progetti interessanti è il progetto "Skin", un'"opera d'arte mortale". Jackson ha composto un racconto in modo che fosse tatuato su dei volontari, una parola alla volta. I partecipanti sono noti come "parole". Un terzo progetto è il cosiddetto "Gioco delle Bambole", in collaborazione con la sorella Pam.
Ha scritto diversi racconti, pubblicati su diverse riviste, e raccolti nel libro La melancolia del corpo, che si sviluppa attorno al tema del corpo umano.